# Altyn Kyrghol
El faisán dorado (en kirguís: Altyn Kyrghol) es una película kirguisa de 2002 dirigida por Marat Sarulu .
Ganó el Montgolfière d'or en el Festival de los Tres Continentes de 2002 y el Cyclo d'or en el Festival Internacional de Cines Asiáticos de Vesoul en 2003.

## Sinopsis
Cuatro niños huyen de su aldea en las montañas y se unen a la vía férrea que atraviesa la estepa kirguisa.

## Reparto
- Busurman Odurakaev: el artista
- tynar abdrazaeva: el controlador
- Mukanbet Toktobaev: el marido
- kabatai kyzy elmira: la muchacha
- Tamlay Imanaliev: niño
- Urmat Samudunov: niño
- Japarkul Kyzy Jarkinai: niño

## Honores
- Montgolfière de oro en el Festival de los Tres Continentes 2002 .
- Cyclo d'or en el Festival Internacional de Cine Asiático de Vesoul en 2003.